# Кунг-Фу Мама
«Кунг-фу мама» (кит. 山東老娘, англ. Queen of Fist, букв. Первый кулак в Поднебесной) — гонконгский фильм режиссёра Лун Цзянь, вышедший в 1973 году. Альтернативное название — «Королева кулака» (англ. Queen of Fist).

## Сюжет
Женщина отправляется в Шанхай в поисках своих пропавших взрослых детей. Она зарабатывает на пропитание выступая уличной артисткой со своими внуками. Через некоторое время она узнает, что Лин Хи, глава Шанхайской французской концессии, убил её сына и держит в плену её дочь.
Теперь её мысли полностью сконцентрированы на убийстве главаря банды.

## В ролях
- Ло Ле — Вон Пин

## Съёмочная группа
- Сценарист — Chun Ku
- Режиссёр — Лун Цзянь
- Композитор — Zhou Liang